# Anicetus rarisetus
Anicetus rarisetus is een vliesvleugelig insect uit de familie Encyrtidae. De wetenschappelijke naam is voor het eerst geldig gepubliceerd in 1997 door Xu & He.